# شیخ علی ۲
شیخ علی ۲ یک اندیس فلزی است که در حوالی شهر دولت آباد استان هرمزگان قرار دارد و مادهٔ معدنی موجود در آن، مس است.سنگ میزبان این اندیس سیلیس، رادیولاریت است و دیرینگی آن به دوران کرتاسه می‌رسد. در این اندیس، پاراژنز‌های پیریت، کوپیریت، بورنیت، اکسیدهای آهن یافت می‌شوند.